# 이민영 (1877년)
이민영(李敏寧, 1877년 음력 2월 9일 ~ ?)은 대한제국과 일제강점기의 관료이다.

## 생애
본관은 연안으로 한학을 공부하여 관계에 들어섰고, 대한제국 말기에 세무 관리로 근무하였다. 1906년 12월에는 충청남도 홍산세무서에 회계 감독을 위해 파견되었으며, 계속해서 회계와 세무 분야에서 일했다.
1907년을 기준으로 품계는 9품이었으며, 1908년에는 탁지부 재무서 소속의 전주재무감독국 산하의 석성재무서에서 근무 중이었다. 1910년에 한일 병합 조약이 체결되면서 조선총독부 관리로 이동하였다.
처음에는 한일 병합 직전에 근무 중이던 충청남도 석성군에서 그대로 서기로 일하다가, 곧 서천군으로 이동 발령받았다. 이후 충청남도 내무부와 제1부에서 서기로 근무하였으며, 1918년 11월에 연기군 군수로 승진하였다. 연기군에 이어 예산군, 홍성군, 서산군, 아산군 군수를 차례로 역임하였다.
아산군수이던 1930년을 기준으로 정6위 훈6등에 서위되어 있었다. 일본 정부로가 쇼와 천황 즉위 기념으로 수여한 쇼와대례기념장도 받은 바 있다.
2008년 민족문제연구소가 발표한 친일인명사전 수록예정자 명단 중 관료 부문에 포함되었다.

## 참고자료
- 이민영(李敏寧) - 국사편찬위원회